# Ministri dei trasporti della Francia
La lista seguente elenca le personalità membri del governo francese che hanno ricoperto la carica di ministro dei trasporti.
Le date indicate sono le date di assunzione o cessazione delle funzioni, che generalmente sono il giorno precedente la data del Journal officiel nella quale è stato pubblicato il decreto di nomina.
La sede del ministero si trova all'Hôtel de Roquelaure, 246 boulevard Saint-Germain (VII arrondissement di Parigi).

## Elenco

### Quinta Repubblica
| Ministro                   | Incarico | Ministro delegato o segretario di Stato | Incarico                                                             | Governo                       | Inizio            | Fine              |
| -------------------------- | --- | --------------------------------------- | -------------------------------------------------------------------- | ----------------------------- | ----------------- | ----------------- |
| Catherine Vautrin          | Ministro del partenariato territoriale e della decentramento                                                         | François Durovray                       | Ministro delegato ai trasporti                                       | Barnier                       | 21 settembre 2024 | 23 dicembre 2024  |
| Christophe Béchu           | Ministro della transizione ecologica e della coesione territoriale                                                   | Patrice Vergriete                       | Ministro delegato ai trasporti                                       | Attal                         | 8 febbraio 2024   | 21 settembre 2024 |
| Christophe Béchu           | Ministro della transizione ecologica e della coesione territoriale                                                   | Clément Beaune                          | Ministro delegato ai trasporti                                       | Borne                         | 4 luglio 2022     | 11 gennaio 2024   |
| Amélie de Montchalin       | Ministro della transizione ecologica e della coesione territoriale                                                   | Nessuno                                 | Nessuno                                                              | Borne                         | 20 maggio 2022    | 4 luglio 2022     |
| Barbara Pompili            | Ministro della transizione ecologica                                                                                 | Jean-Baptiste Djebbari                  | Ministro delegato ai trasporti                                       | Castex                        | 6 luglio 2020     | 16 maggio 2022    |
| Élisabeth Borne            | Ministro della transizione ecologica e inclusiva                                                                     | Jean-Baptiste Djebbari                  | Segretario di Stato per i trasporti                                  | Philippe II                   | 3 settembre 2019  | 6 luglio 2020     |
| Élisabeth Borne            | Ministro della transizione ecologica e inclusiva                                                                     | Nessuno                                 | Nessuno                                                              | Philippe II                   | 16 luglio 2019    | 3 settembre 2019  |
| François de Rugy           | Ministro di Stato, ministro della transizione ecologica e inclusiva                                                  | Élisabeth Borne                         | Ministro responsabile dei trasporti                                  | Philippe II                   | 4 settembre 2018  | 16 luglio 2019    |
| Nicolas Hulot              | Ministro di Stato, ministro della transizione ecologica e inclusiva                                                  | Élisabeth Borne                         | Ministro responsabile dei trasporti                                  | Philippe II                   | 21 giugno 2017    | 4 settembre 2018  |
| Nicolas Hulot              | Ministro di Stato, ministro della transizione ecologica e inclusiva                                                  | Élisabeth Borne                         | Ministro responsabile dei trasporti                                  | Philippe I                    | 17 maggio 2017    | 20 giugno 2017    |
| Ségolène Royal             | Ministro dell'ambiente, dell'energia e del mare, responsabile delle relazioni internazionali sul clima               | Alain Vidalies                          | Segretario di Stato per i trasporti, il mare e la pesca              | Cazeneuve                     | 6 dicembre 2016   | 10 maggio 2017    |
| Ségolène Royal             | Ministro dell'ambiente, dell'energia e del mare, responsabile delle relazioni internazionali sul clima               | Alain Vidalies                          | Segretario di Stato per i trasporti, il mare e la pesca              | Valls II                      | 11 febbraio 2016  | 6 dicembre 2016   |
| Ségolène Royal             | Ministro dell'ecologia, dello sviluppo sostenibile e dell'energia                                                    | Alain Vidalies                          | Segretario di Stato per i trasporti, il mare e la pesca              | Valls II                      | 26 agosto 2014    | 11 febbraio 2016  |
| Ségolène Royal             | Ministro dell'ecologia, dello sviluppo sostenibile e dell'energia                                                    | Frédéric Cuvillier                      | Segretario di Stato per i trasporti, il mare e la pesca              | Valls I                       | 2 aprile 2014     | 25 agosto 2014    |
| Philippe Martin            | Ministro dell'ecologia, dello sviluppo sostenibile e dell'energia                                                    | Frédéric Cuvillier                      | Ministro delegato responsabile dei trasporti, del mare e della pesca | Ayrault II                    | 2 luglio 2013     | 2 aprile 2014     |
| Delphine Batho             | Ministro dell'ecologia, dello sviluppo sostenibile e dell'energia                                                    | Frédéric Cuvillier                      | Ministro delegato responsabile dei trasporti, del mare e della pesca | Ayrault II                    | 21 giugno 2012    | 2 luglio 2013     |
| Nicole Bricq               | Ministro dell'ecologia, dello sviluppo sostenibile e dell'energia                                                    | Frédéric Cuvillier                      | Ministro delegato ai trasporti e all'economia marittima              | Ayrault I                     | 16 maggio 2012    | 21 giugno 2012    |
| Nathalie Kosciusko-Morizet | Ministro dell'ecologia, dello sviluppo sostenibile, dei trasporti e dell'edilizia abitativa                          | Thierry Mariani                         | Ministro responsabile dei trasporti                                  | Fillon III                    | 29 giugno 2011    | 10 maggio 2012    |
| Nathalie Kosciusko-Morizet | Ministro dell'ecologia, dello sviluppo sostenibile, dei trasporti e dell'edilizia abitativa                          | Thierry Mariani                         | Segretario di Stato per i trasporti                                  | Fillon III                    | 14 novembre 2010  | 29 giugno 2011    |
| Jean-Louis Borloo          | Ministro di Stato, ministro dell'ecologia, dell'energia, dello sviluppo sostenibile e del mare                       | Dominique Bussereau                     | Segretario di Stato per i trasporti                                  | Fillon II                     | 23 giugno 2009    | 13 novembre 2010  |
| Jean-Louis Borloo          | Ministro di Stato, ministro dell'ecologia, dell'energia, dello sviluppo sostenibile e della pianificazione regionale | Dominique Bussereau                     | Segretario di Stato per i trasporti                                  | Fillon II                     | 18 marzo 2008     | 23 giugno 2009    |
| Jean-Louis Borloo          | Ministro di Stato, ministro dell'ecologia, dello sviluppo sostenibile e della pianificazione                         | Dominique Bussereau                     | Segretario di Stato per i trasporti                                  | Fillon II                     | 19 giugno 2007    | 18 marzo 2008     |
| Alain Juppé                | Ministro di Stato, ministro dell'ecologia, dello sviluppo sostenibile e della pianificazione                         | Dominique Bussereau                     | Segretario di Stato per i trasporti                                  | Fillon I                      | 15 maggio 2007    | 19 giugno 2007    |
| Dominique Perben           | Ministro dei trasporti, delle infrastrutture, del turismo e del mare                                                 | Esercizio completo                      | Esercizio completo                                                   | Villepin                      | 2 giugno 2005     | 15 maggio 2007    |
| Gilles de Robien           | Ministro delle infrastrutture, dei trasporti, della pianificazione regionale, del turismo e del mare                 | François Goulard                        | Segretario di Stato per i trasporti e il mare                        | Raffarin III                  | 31 marzo 2004     | 31 maggio 2005    |
| Gilles de Robien           | Ministro delle infrastrutture, dei trasporti, dell'edilizia abitativa, del turismo e del mare                        | Dominique Bussereau                     | Segretario di Stato per i trasporti e il mare                        | Raffarin II                   | 17 giugno 2002    | 30 marzo 2004     |
| Gilles de Robien           | Ministro delle infrastrutture, dei trasporti, dell'edilizia abitativa, del turismo e del mare                        | Dominique Bussereau                     | Segretario di Stato per i trasporti                                  | Raffarin I                    | 7 maggio 2002     | 17 giugno 2002    |
| Jean-Claude Gayssot        | Ministro delle infrastrutture, dei trasporti e dell'edilizia abitativa                                               | Esercizio completo                      | Esercizio completo                                                   | Jospin                        | 4 giugno 1997     | 7 maggio 2002     |
| Bernard Pons               | Ministro delle infrastrutture, dell'edilizia abitativa, dei trasporti e del turismo                                  | Anne-Marie Idrac                        | Segretario di Stato per i trasporti                                  | Juppé II                      | 6 novembre 1995   | 4 giugno 1997     |
| Bernard Pons               | Ministro della pianificazione regionale, delle infrastrutture e dei trasporti                                        | Anne-Marie Idrac                        | Segretario di Stato per i trasporti                                  | Juppé I                       | 18 maggio 1995    | 6 novembre 1995   |
| Bernard Bosson             | Ministro delle infrastrutture, dei trasporti e del turismo                                                           | Esercizio completo                      | Esercizio completo                                                   | Balladur                      | 30 marzo 1993     | 18 maggio 1995    |
| Jean-Louis Bianco          | Ministro delle infrastrutture, dell'edilizia abitativa e dei trasporti                                               | Georges Sarre                           | Segretario di Stato per i trasporti stradali e fluviali              | Bérégovoy                     | 4 aprile 1992     | 30 marzo 1993     |
| Paul Quilès                | Ministro delle infrastrutture, dell'edilizia abitativa, dei trasporti e dello spazio                                 | Georges Sarre                           | Segretario di Stato per i trasporti stradali e fluviali              | Cresson                       | 16 maggio 1991    | 4 aprile 1992     |
| Louis Besson               | Ministro delle infrastrutture, dell'edilizia abitativa, dei trasporti e del mare                                     | Georges Sarre                           | Segretario di Stato per i trasporti stradali e fluviali              | Rocard II                     | 21 dicembre 1990  | 16 maggio 1991    |
| Michel Delebarre           | Ministro delle infrastrutture, dell'edilizia abitativa, dei trasporti e del mare                                     | Georges Sarre                           | Segretario di Stato per i trasporti stradali e fluviali              | Rocard II                     | 22 febbraio 1989  | 21 dicembre 1990  |
| Michel Delebarre           | Ministro dei trasporti e del mare                                                                                    | Georges Sarre                           | Segretario di Stato per i trasporti stradali e fluviali              | Rocard II                     | 28 giugno 1988    | 22 febbraio 1989  |
| Louis Mermaz               | Ministro dei trasporti                                                                                               | Georges Sarre                           | Segretario di Stato per le vie navigabili e i trasporti stradali     | Rocard I                      | 12 maggio 1988    | 28 giugno 1988    |
| Pierre Méhaignerie         | Ministro delle infrastrutture, dell'edilizia abitativa, della pianificazione territoriale e dei trasporti            | Jacques Douffiagues                     | Ministro delegato ai trasporti                                       | Chirac II                     | 20 marzo 1986     | 12 maggio 1988    |
| Jean Auroux                | Ministro dell'urbanistica, dell'edilizia abitativa e dei trasporti                                                   | Charles Josselin                        | Segretario di Stato per i trasporti                                  | Fabius                        | 15 novembre 1985  | 20 marzo 1986     |
| Jean Auroux                | Ministro dell'urbanistica, dell'edilizia abitativa e dei trasporti                                                   | Esercizio completo                      | Esercizio completo                                                   | Fabius                        | 20 settembre 1985 | 15 novembre 1985  |
| Paul Quilès                | Ministro dell'urbanistica, dell'edilizia abitativa e dei trasporti                                                   | Jean Auroux                             | Segretario di Stato per i trasporti                                  | Fabius                        | 19 luglio 1984    | 20 settembre 1985 |
| Charles Fiterman           | Ministro dei trasporti                                                                                               | Esercizio completo                      | Esercizio completo                                                   | Mauroy III                    | 22 marzo 1983     | 19 luglio 1984    |
| Charles Fiterman           | Ministro di Stato, ministro dei trasporti                                                                            | Esercizio completo                      | Esercizio completo                                                   | Mauroy II                     | 23 giugno 1981    | 22 marzo 1983     |
| Louis Mermaz               | Ministro delle infrastrutture e dei trasporti                                                                        | Esercizio completo                      | Esercizio completo                                                   | Mauroy I                      | 22 maggio 1981    | 23 giugno 1981    |
| Daniel Hoeffel             | Ministro dei trasporti                                                                                               | Esercizio completo                      | Esercizio completo                                                   | Barre III                     | 2 ottobre 1980    | 22 maggio 1981    |
| Joël Le Theule             | Ministro dei trasporti                                                                                               | Esercizio completo                      | Esercizio completo                                                   | Barre III                     | 6 aprile 1978     | 2 ottobre 1980    |
| Fernand Icart              | Ministro delle infrastrutture e della pianificazione regionale                                                       | Marcel Cavaillé                         | Segretario di Stato per i trasporti                                  | Barre II                      | 26 settembre 1977 | 6 aprile 1978     |
| Jean-Pierre Fourcade       | Ministro delle infrastrutture e della pianificazione regionale                                                       | Marcel Cavaillé                         | Segretario di Stato per i trasporti                                  | Barre II                      | 1º aprile 1977    | 26 settembre 1977 |
| Jean-Pierre Fourcade       | Ministro delle infrastrutture                                                                                        | Marcel Cavaillé                         | Segretario di Stato per i trasporti                                  | Barre I                       | 27 agosto 1976    | 30 marzo 1977     |
| Robert Galley              | Ministro delle infrastrutture                                                                                        | Marcel Cavaillé                         | Segretario di Stato per i trasporti                                  | Chirac I                      | 28 maggio 1974    | 27 agosto 1976    |
| Olivier Guichard           | Ministro di Stato, ministro della pianificazione territoriale, delle infrastrutture e dei trasporti                  | Aymar Achille-Fould                     | Segretario di Stato per i trasporti                                  | Messmer III                   | 1º marzo 1974     | 28 maggio 1974    |
| Yves Guéna                 | Ministro dei trasporti                                                                                               | Pierre Billecocq                        | Segretario di Stato presso il ministro dei trasporti                 | Messmer II                    | 5 aprile 1973     | 27 febbraio 1974  |
| Robert Galley              | Ministro dei trasporti                                                                                               | Esercizio completo                      | Esercizio completo                                                   | Messmer I                     | 6 luglio 1972     | 2 aprile 1973     |
| Jean Chamant               | Ministro dei trasporti                                                                                               | Esercizio completo                      | Esercizio completo                                                   | Chaban-Delmas                 | 7 gennaio 1971    | 6 luglio 1972     |
| Raymond Mondon             | Ministro dei trasporti                                                                                               | Esercizio completo                      | Esercizio completo                                                   | Chaban-Delmas                 | 22 giugno 1969    | 31 dicembre 1970  |
| Jean Chamant               | Ministro dei trasporti                                                                                               | Esercizio completo                      | Esercizio completo                                                   | Pompidou IV Couve de Murville | 6 aprile 1967     | 20 giugno 1969    |
| Edgard Pisani              | Ministro delle infrastrutture                                                                                        | André Bettencourt                       | Segretario di Stato per i trasporti                                  | Pompidou III                  | 8 gennaio 1966    | 6 aprile 1967     |
| Marc Jacquet               | Ministro dei lavori pubblici e dei trasporti                                                                         | Esercizio completo                      | Esercizio completo                                                   | Pompidou I                    | 6 dicembre 1962   | 8 gennaio 1966    |
| Roger Dusseaulx            | Ministro dei lavori pubblici e dei trasporti                                                                         | Esercizio completo                      | Esercizio completo                                                   | Pompidou I                    | 16 maggio 1962    | 28 novembre 1962  |
| Robert Buron               | Ministro dei lavori pubblici e dei trasporti                                                                         | Esercizio completo                      | Esercizio completo                                                   | Pompidou I                    | 14 aprile 1962    | 16 maggio 1962    |
| Robert Buron               | Ministro dei lavori pubblici e dei trasporti                                                                         | Esercizio completo                      | Esercizio completo                                                   | Debré                         | 8 gennaio 1959    | 14 aprile 1962    |

### Quarta Repubblica
| Ministro                              | Incarico | Ministro delegato o segretario di Stato | Incarico                                                            | Governo                            | Inizio            | Fine              | Capo di Stato     |
| ------------------------------------- | --- | --------------------------------------- | ------------------------------------------------------------------- | ---------------------------------- | ----------------- | ----------------- | ----------------- |
| Robert Buron                          | Ministro dei lavori pubblici, dei trasporti e del turismo                                                              | Esercizio completo                      | Esercizio completo                                                  | de Gaulle III                      | 9 giugno 1958     | 8 gennaio 1959    | René Coty         |
| Antoine Pinay (ad interim)            | Ministro dei lavori pubblici, dei trasporti e del turismo                                                              | Esercizio completo                      | Esercizio completo                                                  | de Gaulle III                      | 3 giugno 1958     | 9 giugno 1958     | René Coty         |
| Édouard Bonnefous                     | Ministro dei lavori pubblici, dei trasporti e del turismo                                                              | Esercizio completo                      | Esercizio completo                                                  | Bourgès-Maunoury Gaillard Pflimlin | 13 giugno 1957    | 1º giugno 1958    | René Coty         |
| Félix Gaillard                        | Ministro delle finanze, degli affari economici e della pianificazione                                                  | Achille Auban                           | Sottosegretario di Stato all'aviazione civile                       | Bourgès-Maunoury                   | 17 giugno 1957    | 6 novembre 1957   | René Coty         |
| Paul Ramadier                         | Ministro degli affari economici e finanziari                                                                           | Auguste Pinton                          | Segretario di Stato per i lavori pubblici, i trasporti e il turismo | Mollet                             | 14 febbraio 1956  | 13 giugno 1957    | René Coty         |
| Robert Lacoste                        | Ministro degli affari economici e finanziari                                                                           | Auguste Pinton                          | Segretario di Stato per i lavori pubblici, i trasporti e il turismo | Mollet                             | 1º febbraio 1956  | 9 febbraio 1956   | René Coty         |
| Édouard Corniglion-Molinier           | Ministro dei lavori pubblici, dei trasporti e del turismo                                                              | Esercizio completo                      | Esercizio completo                                                  | Faure II                           | 23 febbraio 1955  | 1º febbraio 1956  | René Coty         |
| Jacques Chaban-Delmas                 | Ministro dei lavori pubblici, dei trasporti e del turismo                                                              | Henri Fouques-Duparc                    | Segretario di Stato per l'aviazione civile                          | Mendès France                      | 20 gennaio 1955   | 23 febbraio 1955  | René Coty         |
| Jacques Chaban-Delmas                 | Ministro dei lavori pubblici, dei trasporti e del turismo                                                              | Esercizio comppleto                     | Esercizio comppleto                                                 | Mendès France                      | 3 settembre 1954  | 20 gennaio 1955   | René Coty         |
| Maurice Bourgès-Maunoury (ad interim) | Ministro dei lavori pubblici, dei trasporti e del turismo                                                              | Esercizio comppleto                     | Esercizio comppleto                                                 | Mendès France                      | 14 agosto 1954    | 3 settembre 1954  | René Coty         |
| Jacques Chaban-Delmas                 | Ministro dei lavori pubblici, dei trasporti e del turismo                                                              | Esercizio comppleto                     | Esercizio comppleto                                                 | Mendès France                      | 19 giugno 1954    | 14 agosto 1954    | René Coty         |
| Jacques Chastellain                   | Ministro dei lavori pubblici, dei trasporti e del turismo                                                              | Paul Devinat                            | Segretario di Stato per i lavori pubblici e l'aviazione civile      | Laniel II                          | 16 gennaio 1954   | 19 giugno 1954    | René Coty         |
| Jacques Chastellain                   | Ministro dei lavori pubblici, dei trasporti e del turismo                                                              | Paul Devinat                            | Segretario di Stato per i lavori pubblici e l'aviazione civile      | Laniel I                           | 28 giugno 1953    | 16 gennaio 1954   | Vincent Auriol    |
| André Morice                          | Ministro dei lavori pubblici, dei trasporti e del turismo                                                              | Esercizio completo                      | Esercizio completo                                                  | Pinay Mayer                        | 8 marzo 1952      | 28 giugno 1953    | Vincent Auriol    |
| Antoine Pinay                         | Ministro dei lavori pubblici, dei trasporti e del turismo                                                              | Esercizio completo                      | Esercizio completo                                                  | Pleven I e II Queuille III Faure I | 12 luglio 1950    | 8 marzo 1952      | Vincent Auriol    |
| Maurice Bourgès-Maunoury              | Ministro dei lavori pubblici, dei trasporti e del turismo                                                              | Esercizio completo                      | Esercizio completo                                                  | Queuille II                        | 2 luglio 1950     | 12 luglio 1950    | Vincent Auriol    |
| Jacques Chastellain                   | Ministro dei lavori pubblici, dei trasporti e del turismo                                                              | Esercizio completo                      | Esercizio completo                                                  | Bidault II                         | 7 febbraio 1950   | 2 luglio 1950     | Vincent Auriol    |
| Christian Pineau                      | Ministro dei lavori pubblici, dei trasporti e del turismo                                                              | Esercizio completo                      | Esercizio completo                                                  | Bidault II                         | 29 ottobre 1949   | 7 febbraio 1950   | Vincent Auriol    |
| Christian Pineau                      | Ministro dei lavori pubblici, dei trasporti e del turismo                                                              | Esercizio completo                      | Esercizio completo                                                  | Queuille I                         | 11 settembre 1948 | 28 ottobre 1949   | Vincent Auriol    |
| Henri Queuille                        | Ministro dei lavori pubblici, dei trasporti e del turismo                                                              | Esercizio completo                      | Esercizio completo                                                  | Schuman II                         | 5 settembre 1948  | 11 settembre 1948 | Vincent Auriol    |
| Christian Pineau                      | Ministro dei lavori pubblici e dei trasporti                                                                           | Esercizio completo                      | Esercizio completo                                                  | Schuman I Marie                    | 24 novembre 1947  | 5 settembre 1948  | Vincent Auriol    |
| Jules Moch                            | Ministro degli affari economici, dei lavori pubblici, dei trasporti, della ricostruzione e della pianificazione urbana | Esercizio completo                      | Esercizio completo                                                  | Ramadier II                        | 22 ottobre 1947   | 24 novembre 1947  | Vincent Auriol    |
| Jules Moch                            | Ministro dei lavori pubblici e dei trasporti                                                                           | Esercizio completo                      | Esercizio completo                                                  | Ramadier I                         | 22 gennaio 1947   | 22 ottobre 1947   | Vincent Auriol    |
| Jules Moch                            | Ministro dei lavori pubblici, dei trasporti e della ricostruzione                                                      | Jean Meunier                            | Sottosegretario di Stato ai lavori pubblici e ai trasporti          | Blum III                           | 16 dicembre 1946  | 22 gennaio 1947   |                   |
| Jules Moch                            | Ministro dei lavori pubblici e dei trasporti                                                                           | Albert Gazier                           | Sottosegretario di Stato ai lavori pubblici e ai trasporti          | Bidault I                          | 24 giugno 1946    | 16 dicembre 1946  | Georges Bidault   |
| Jules Moch                            | Ministro dei lavori pubblici e dei trasporti                                                                           | Esercizio completo                      | Esercizio completo                                                  | Gouin                              | 26 gennaio 1946   | 24 giugno 1946    | Félix Gouin       |
| Jules Moch                            | Ministro dei lavori pubblici e dei trasporti                                                                           | Esercizio completo                      | Esercizio completo                                                  | de Gaulle II                       | 21 novembre 1945  | 26 gennaio 1946   | Charles de Gaulle |
| René Mayer                            | Ministro dei trasporti e dei lavori pubblici                                                                           | Esercizio completo                      | Esercizio completo                                                  | de Gaulle I                        | 10 settembre 1944 | 21 novembre 1945  | Charles de Gaulle |

### Seconda guerra mondiale
| Ministro   | Incarico                                                | Ministro delegato o segretario di Stato | Incarico           | Governo            | Inizio          | Fine              | Capo di Stato     |
| ---------- | ------------------------------------------------------- | --------------------------------------- | ------------------ | ------------------ | --------------- | ----------------- | ----------------- |
| René Mayer | Commissario alle comunicazioni e ai trasporti           | Esercizio completo                      | Esercizio completo | GPRF               | 26 agosto 1944  | 10 settembre 1944 | Charles de Gaulle |
| René Mayer | Commissario alle comunicazioni e ai trasporti           | Esercizio completo                      | Esercizio completo | CFLN (ad Algeri)   | 9 novembre 1943 | 26 agosto 1944    | Charles de Gaulle |
| René Mayer | Commissario alle comunicazioni e alla marina mercantile | Nessuno                                 | Nessuno            | CFLN 1 (ad Algeri) | 7 giugno 1943   | 9 novembre 1943   | Charles de Gaulle |

### Terza Repubblica
| Ministro               | Incarico                                                      | Ministro delegato o segretario di Stato | Incarico                                                   | Governo                       | Inizio            | Fine              | Capo di Stato       |
| ---------------------- | ------------------------------------------------------------- | --------------------------------------- | ---------------------------------------------------------- | ----------------------------- | ----------------- | ----------------- | ------------------- |
| André Hesse            | Ministro dei lavori pubblici                                  | Barthélemy Robaglia                     | Sottosegretario di Stato all'aeronautica e ai trasporti    | Herriot II                    | 19 luglio 1926    | 23 luglio 1926    | Gaston Doumergue    |
| Daniel Vincent         | Ministro dei lavori pubblici                                  | Laurent Eynac                           | Sottosegretario di Stato all'aeronautica e ai trasporti    | Briand X                      | 23 giugno 1926    | 19 luglio 1926    | Gaston Doumergue    |
| Anatole de Monzie      | Ministro dei lavori pubblici                                  | Laurent Eynac                           | Sottosegretario di Stato all'aeronautica e ai trasporti    | Painlevé III Briand VIII e IX | 29 ottobre 1925   | 23 giugno 1926    | Gaston Doumergue    |
| Pierre Laval           | Ministro dei lavori pubblici                                  | Laurent Eynac                           | Sottosegretario di Stato all'aeronautica e ai trasporti    | Painlevé II                   | 20 aprile 1925    | 29 ottobre 1925   | Gaston Doumergue    |
| Victor Peytral         | Ministro dei lavori pubblici                                  | Laurent Eynac                           | Sottosegretario di Stato all'aeronautica e ai trasporti    | Herriot I                     | 14 giugno 1924    | 17 aprile 1925    | Gaston Doumergue    |
| Yves Le Trocquer       | Ministro dei lavori pubblici                                  | Laurent Eynac                           | Sottosegretario di Stato all'aeronautica e ai trasporti    | Briand VII Poincaré II        | 17 gennaio 1921   | 29 marzo 1924     | Alexandre Millerand |
| Yves Le Trocquer       | Ministro dei lavori pubblici                                  | Pierre-Étienne Flandin                  | Sottosegretario di Stato all'aeronautica e ai trasporti    | Leygues                       | 24 settembre 1920 | 16 gennaio 1921   | Alexandre Millerand |
| Yves Le Trocquer       | Ministro dei lavori pubblici                                  | Pierre-Étienne Flandin                  | Sottosegretario di Stato all'aeronautica e ai trasporti    | Millerand II                  | 19 febbraio 1920  | 24 settembre 1920 | Paul Deschanel      |
| Yves Le Trocquer       | Ministro dei lavori pubblici                                  | Pierre-Étienne Flandin                  | Sottosegretario di Stato all'aeronautica e ai trasporti    | Millerand I                   | 20 gennaio 1920   | 18 febbraio 1920  | Raymond Poincaré    |
| Albert-André Claveille | Ministro dei lavori pubblici e dei trasporti                  | Jean Cels-Couybes (nato Cels)           | Sottosegretario di Stato ai lavori pubblici e ai trasporti | Clemenceau II                 | 19 novembre 1918  | 20 gennaio 1920   | Raymond Poincaré    |
| Albert-André Claveille | Ministro dei lavori pubblici e dei trasporti                  | Esercizio completo                      | Esercizio completo                                         | Clemenceau II                 | 16 novembre 1917  | 19 novembre 1918  | Raymond Poincaré    |
| Albert-André Claveille | Ministro dei lavori pubblici e dei trasporti                  | Esercizio completo                      | Esercizio completo                                         | Painlevé I                    | 12 settembre 1917 | 16 novembre 1917  | Raymond Poincaré    |
| Georges Desplas        | Ministro dei lavori pubblici e dei trasporti                  | Albert-André Claveille                  | Sottosegretario di Stato ai trasporti                      | Ribot V                       | 20 marzo 1917     | 12 settembre 1917 | Raymond Poincaré    |
| Édouard Herriot        | Ministro dei lavori pubblici, dei trasporti e delle forniture | Albert-André Claveille                  | Sottosegretario di Stato ai trasporti                      | Briand VI                     | 12 dicembre 1916  | 20 marzo 1917     | Raymond Poincaré    |